# 裏モノJAPAN
裏モノJAPAN（うらものジャパン）は、株式会社鉄人社が発行する月刊誌。発売は毎月24日。世の中のアンダーグラウンドな世界・世間の裏ネタ、業界裏ネタに暴露情報を中心に、アダルト系の巻頭グラビアカラーページなどで構成する。

## 三才ブックスからの独立
1990年代前半、三才ブックスから「裏モノの本」というムック本のシリーズが発売されていた。この本を担当していたのは、同社の「ムック班」と呼ばれる部署であった。当時の編集長は尾形誠規、副編集長は木村訓子。この部署は元々、ラジオ番組の情報誌「ラジオパラダイス」を刊行したチームであったが、同誌の休刊後に名称変更されたものである。このムックは、1998年には隔月刊の雑誌「裏モノの本」となった。
隔月刊の「裏モノの本」は3号で終了し、鉄人社の月刊「裏モノマガジン」として発刊されることになった（創刊号は1998年12月号）。この誌名には「モノ・マガジン」を発行するワールドフォトプレスからクレームがつき、第3号（1999年2月号）から「裏モノJAPAN」に変更された。
- 創刊 - 1998年10月24日
- 判型 - A5サイズ

### 雑誌の特徴
当初は、三才ブックスの裏モノの本と同種で常識の裏を紹介するような本のつくりであったが、次第に風俗などの話題が多くなった。出会い系実践ルポ、業界の裏側ネタ、裏ビジネス、新風俗レポなど日本の裏側の見せるような記事がみられる。
また創刊当時より北尾トロが本の趣とはことなった連載を長期にわたってしていたり、旅系ルポ（例えば無銭旅行、海外風俗旅行、あいりん地区への住み込み）など体当たりの企画もみられる。
北尾の裁判傍聴の連載記事は、単行本化、漫画化、映画化、ドラマ化と展開していった。

## 連載記事
特記なき場合は「裏モノJAPAN編集部」名義。
- クレイジーナンパ大作戦20[1]（2016年10月、仙頭正教）
- 目からウロコのSEXテクニック（2018年に書籍化）
- 日本の危険地帯をゆく（2019年3月に書籍化）
- ドキュメント 逮捕 !（2019年5月に書籍化）[2]
- 一家心中があった春日部の4DKに家族全員で暮らす（2019年7月に書籍化、建部博）[3]
- リアル精神疾患ルポ 僕らはみんな病んでいる（2019年11月に書籍化）

## 読者との交流
- 読者ハガキ - 三才ブックスの雑誌には読者ハガキが付いており、これを出すと編集部から年賀状などが届いた。これは裏モノJAPANでも継承された。ただし「裏モノの年賀状が家族に見られてしまう事態」も生じたため、断ることもできるようになった。
- イベント - 三才ブックス時代に、新宿ロフトプラスワンにて「裏モノの世界」（1996年9月12日）が開かれた。編集部員、北尾トロ、下関マグロらが出演。内容は、取材の裏話や、誌面には載せられない画像や音声の公開など「コアな読者向け」であった。その後は「裏モノナイト」と名を変え、鉄人社に移行後も同じ形式で継続。